# ペクレ数
ペクレ数（ペクレすう、英: Peclet number、Pe）は、連続体の輸送現象に関する無次元数。この名はフランスの物理学者ペクレにちなむ。流れによる物理量の移流速度の、適切な勾配により駆動される同じ量の拡散速度に対する比率と定義される。物質移動の文脈では、ペクレ数はレイノルズ数とシュミット数の積である。熱流体の文脈では、熱ペクレ数はレイノルズ数とプラントル数の積に相当する。
ペクレ数は
{\displaystyle \mathrm {Pe} ={\dfrac {\mbox{移　流　輸　送　速　度}}{\mbox{拡　散　輸　送　速　度}}}}
と定義される。
物質移動では
{\displaystyle \mathrm {Pe} _{L}={\frac {Lu}{D}}=\mathrm {Re} _{L}\,\mathrm {Sc} }
と定義され、熱伝達では
{\displaystyle \mathrm {Pe} _{L}={\frac {Lu}{\alpha }}=\mathrm {Re} _{L}\,\mathrm {Pr} .}
と定義される。ここで L は特性長、u は局所流速、D は質量拡散係数、また α は熱拡散率であり、
{\displaystyle \alpha ={\frac {k}{\rho c_{p}}}}
である。k は熱伝導率、ρ は密度、cp は熱容量である。
工学応用においては、ペクレ数が非常に大きいことがしばしばある。この状況では下流（ダウンストリーム）の場所での流れの依存は減少し、流れの中の変数が「一方向」の特性になる傾向がある。よって、高いペクレ数の状況をモデル化する場合、風上差分などのより単純な計算モデルを採用することができる。
普通、流れには熱と質量とで異なるペクレ数がある。これは二重拡散対流を起こす可能性がある。
粒子運動の文脈では、ペクレ数はBrenner数とも呼ばれ（Howard Brennerにちなむ）、Brで表される。